# TA3
TA3 (prononcé TA tri) est une chaîne de télévision privée slovaque d'information en continu, propriété du groupe Grafobal.

## Historique
Les premières émissions de TA3 ont commencé de façon anticipée le 11 septembre 2001, à cause des attaques terroristes aux États-Unis. Devant l'importance des événements, un programme spécial est diffusé dans l'urgence, présentant aux téléspectateurs slovaques une analyse approfondie de la situation. Cependant, les émissions régulières de la chaîne ne débutent réellement que le 23 septembre 2001.
TA3 est diffusée de 6 heures à minuit (de 7 heures à minuit le week-end) sur les réseaux câblés slovaques, certains réseaux câblés tchèques, ainsi que par satellite et en streaming sur internet. Sa grille des programmes comprend des journaux télévisés (Správy), des chroniques politiques, sportives ou financières et des rubriques thématiques centrées sur l'actualité en Slovaquie et dans le reste du monde.
Le siège social et les studios de la chaîne sont situés à Bratislava, dans le quartier de Ružinov.

## Direction
Le directeur de la station est depuis 2012 Martin Ilavský (né en 1970, diplômé de l'université technique slovaque et de la Faculté de management de Bratislava (sk) de l'université Comenius, ancien directeur d'Euro RSCG New Europe (en), puis PDG du groupe graphique Slovenská Grafia (sk)).